# Howl Howl Gaff Gaff
Howl Howl Gaff Gaff är den svenska indiepopgruppen Shout Out Louds första album. Det släpptes 2003 i Sverige och 2005 i övriga världen, med en något annorlunda låtlista. Det producerades av Ronald Bood.

## Låtlista

### Originalutgåva
1. "The Comeback" - 2:46
2. "Very Loud" - 4:04
3. "Shut Your Eyes" - 3:09
4. "Please Please Please" - 3:29
5. "There's Nothing" - 3:34
6. "Sound Is the Word" - 4:07
7. "100°" - 3:46
8. "Wish I Was Dead" - 4:36
9. "End Up Behind" - 3:22
10. "Never Ever" - 3:47
11. "My Friend and the Ink on His Fingers" - 3:34

### Internationell utgåva
1. "The Comeback" - 2:48
2. "Very Loud" - 4:05
3. "Oh, Sweetheart" – 3:20
4. "A Track and a Train" - 4:45
5. "Go Sadness" - 4:04
6. "Please Please Please" - 3:30
7. "100°" - 3:48
8. "There's Nothing" - 3:36
9. "Hurry Up Let's Go" - 2:18
10. "Shut Your Eyes" - 3:11
11. "Seagull" - 8:33